# Francisco Vázquez Vázquez
Francisco Vázquez Vázquez, més conegut com a Paco Vázquez (La Corunya, 9 d'abril de 1946) és un polític gallec. És advocat i inspector de treball en excedència. Ha estat alcalde de La Corunya, senador i president de la Federació Espanyola de Municipis i Províncies (FEMP). El 10 de febrer de 2006 va ser nomenat ambaixador d'Espanya davant la Santa Seu.

## Biografia
El 1975 va ingressar al PSOE i en la UGT, ambdós en aquells dies clandestins. En el congrés constituent del PSOE a Galícia, celebrat el febrer de 1977, abans de la legalitat, va ser escollit primer secretari general dels socialistes gallecs, encapçalant la primera executiva del partit a Galícia i formant part del comitè federal del PSOE. Ha ocupat en tres ocasions diferents el càrrec de secretari general del Partit Socialista de Galícia i va ser candidat a la presidència de la Xunta de Galícia en les primeres eleccions autonòmiques.
Ha encapçalat la candidatura al Congrés dels Diputats per la província de la Corunya des de les primeres eleccions democràtiques i ha estat elegit diputat en tots els comicis: 1977, 1979, 1982, 1986, 1989, 1993 i 1996, sent des de 1977 fins a l'any 2000 ininterrompudament cap de llista per la mateixa circumscripció. Ha intervingut en els treballs d'elaboració de la Constitució Espanyola i de l'Estatut d'Autonomia de Galícia de 1981, defensant aquest últim en el ple del Congrés. En les eleccions de 2000 va ser escollit senador.
Va ocupar el càrrec d'alcalde de La Corunya des del 23 de maig de 1983 fins a 2006 per majoria absoluta i ha estat president de la Federació Espanyola de Municipis i Províncies des de 1991 a 1995 i també vicepresident, en diverses ocasions. Des de 2003 fins al seu nomenament com Ambaixador va tornar a ocupar la presidència. Encara que és advocat i inspector de Treball la seva situació és d'excedència especial. Ha estat nomenat cavaller de l'Orde de l'Imperi Britànic i va rebre la Gran Creu de l'Orde d'Isabel la Catòlica. De l'etapa com a alcalde de la seva ciutat natal cap destacar el seu paper decisiu en la realització del passeig marítim, la millora de l'Aeroport d'Alvedro, la creació de la Universitat de La Corunya, l'engegada de l'obra del port exterior, i la seva actuació en el terreny de l'educació i la cultura, significant-se l'Orquestra Simfònica de Galícia (OSG) o els Museus Científics Corunyesos.
Polític socialista, es declara catòlic practicant i encara que es confessa republicà aplaudeix en nombroses ocasions la labor del Rei mantenint així una ambigüitat política. Ha estat considerat de vegades díscol per les seves opinions independents, populistes i contràries a la línia oficial del seu partit. Contrari al nacionalisme gallec, no va deixar de tenir esperances de traslladar la capitalitat gallega a la seva ciutat. Famós per la defensa de la cooficialitat del topònim castellà de la ciutat "La Coruña" juntament amb l'oficial "A Coruña". Com a curiositat, és col·leccionista i afeccionat als còmics, havent contribuït personalment al foment d'aquest art amb l'organització anual del Saló del Còmic de La Corunya.
En 2014 es va donar de baixa com a militant del PSOE per discrepància amb la línia del nou PSOE que posa en dubte la Constitució i la transició democràtica. Rebutja la Llei de Memòria Històrica, aprovada durant el mandat de José Luis Rodríguez Zapatero, que, en la seva opinió, ha produït una ruptura del pilar de la transició que va ser la reconciliació entre tots els espanyols, així com la recuperació de l'anticlericalisme del segle xix. Especialment ha manifestat la seva discrepància de la posició del PSOE en la reforma de l'Estatut d'Autonomia de Catalunya de 2006, considerant que ha obert la porta a la secessió, i critica l'abandó pel partit de l'espai de centre-esquerra de la socialdemocràcia i el seu escorament cap a l'esquerra radical, en situar-se a l'avantguarda de tots els plantejaments en costums i haver perdut el nord de la seva ideologia, deixant al marge els plantejaments socials.

## Ideologia
Polític socialista, es declara catòlic practicant i encara que es confessa republicà va aplaudir en nombroses ocasions la labor del Rei Joan Carles I, mantenint així una ambigüitat política. Ha estat considerat a vegades díscol per les seves opinions independents, populistes, localistes i contràries a la línia oficial del seu partit. Contrari al nacionalisme gallec, no va deixar de tenir esperances de traslladar la capitalitat gallega a la seva ciutat. Famós per la defensa de la cooficialitat del topònim castellà de la ciutat "La Coruña" juntament amb el gallec "A Coruña".
Va arribar a acusar al PSOE d'"anticlericalisme vuitcentista". També criticà que el PSOE «agafa sempre les banderes 'frikis: les dels antisistema, els okupes, els indignats». Francisco Vázquez es va definir a si mateix com a "socialdemòcrata, catòlic i espanyolista".